# Погорелов, Филипп Павлович
Филипп Павлович Погорелов (1903, рудник Новая Величка Бахмутского уезда Екатеринославской губернии, теперь в составе города Соледара Донецкой области — ?) — советский государственный деятель, 1-й секретарь Харьковского горкома КП(б)У Харьковской области. Депутат Верховного Совета УССР 3-го созыва. Член Центральной Ревизионной Комиссии КП(б)У в 1949—1952 г.

## Биография
Родился в семье шахтера соляного рудника Новая Величка. Трудовую деятельность начал на шахте в двенадцатилетнем возрасте. В течение 15 лет работал на шахтах Донбасса.
Член ВКП(б) с 1925 года.
Образование высшее. Окончил Харьковский электротехнический институт. После окончания института работал на руководящей инженерно-технической работе.
В 1937—1939 годах — заместитель заведующего промышленного отдела Харьковского областного комитета КП(б)У. С 1939 года — директор Харьковской электростанции (ТЭС)-3.
В 1941 году — секретарь Харьковского городского комитета КП(б)У. Затем работал партийным организатором Шатурськой электростанции (ТЭС)-5 имени Ленина Московской области.
В 1943 — декабре 1944 года — заместитель секретаря Харьковского городского комитета КП(б)У по транспорту.
В декабре 1944 — январе 1950 г. — 2-й секретарь Харьковского городского комитета КП(б)У Харьковской области.
В январе 1950 — сентябре 1952 года — 1-й секретарь Харьковского городского комитета КП(б)У Харьковской области.

## Награды
- орден Ленина (23.01.1948)
- орден Красной Звезды
- медали